# Atlantis Evolution
Pour les articles homonymes, voir Atlantis.
Atlantis Evolution est un jeu vidéo d'aventure développé par Atlantis Interactive Entertainment et publié par The Adventure Company en 2004. C'est le quatrième jeu de la série des jeux Atlantis, dont les précédents titres, Atlantis : Secrets d'un monde oublié (1997), Atlantis II (1999) et Atlantis III : Le Nouveau monde (2001), avaient été créés par Cryo Interactive. Le jeu est suivi par The Secrets of Atlantis : L'Héritage sacré en 2007.

## Synopsis
L'intrigue du jeu se déroule en 1903. Un reporter new-yorkais, Curtis Hewitt, rentre chez lui après une mission en Patagonie, lorsque son navire est pris dans une trombe. Hewitt se retrouve transporté dans la Terre Creuse, où vivent les descendants des Atlantes, maîtres d'une technologie avancée. Le reporter explore cet univers étrange et entreprend de libérer l'Atlantide des dieux sanguinaires qui la tyrannisent depuis des milliers d'années. La majeure partie de l'aventure se déroule dans les différentes zones de l'Atlantide.

## Système de jeu
À l'instar des précédents volets de la série, Atlantis Evolution est un jeu d'aventure à la Myst, où le joueur se déplace et agit dans des environnements en 3D précalculés, dialogue avec les personnages, utilise des objets et résout des énigmes pour progresser dans l'histoire. Atlantis Evolution se distingue des précédents Atlantis par ses graphismes, qui s'affranchissent du réalisme des précédents opus pour adopter un style plus proche d'une bande dessinée.

## Musique
La musique du jeu a été composée par Pierre Estève, qui avait déjà réalisé les bandes originales d’Atlantis: The Lost Tales (avec Stéphane Picq) et Atlantis II (mais pas celle d’Atlantis III).

## Accueil
- Adventure Gamers : 2/5[4]

## Développement

### Généralités
Le jeu a été développé par le studio Atlantis Interactive Entertainment, créé en 2003 par l'équipe des développeurs de Cryo Interactive (qui avait fait faillite en 2002), afin de relancer la série des Atlantis. Beaucoup des développeurs avaient déjà travaillé sur les précédents opus de la série. Néanmoins, tant les graphismes que les personnages et l'histoire marquent une volonté de se démarquer des jeux déjà parus et de renouveler la série.

### Éditions du jeu
Le jeu est édité en 2004 par The Adventure Company, une branche de DreamCatcher Interactive, qui avait repris la commercialisation des trois Atlantis après la faillite de leur développeur, Cryo Interactive, en 2002. À partir de 2008, le jeu est également commercialisé par Microïds, qui a racheté toutes les marques ayant appartenu à Cryo.